# 變身！！！
《變身!!!》（へんし〜ん!!! 〜パンツになってクンクンペロペロ〜）是May-Be SOFT在2011年5月20日發售戀愛冒險類型成人遊戲，變身!系列的第三部作品，後來改編成漫畫和小說。

## 故事
天坂裕二從學校回家的路途上遇見倒在地上的外型像貓生物後，便將牠帶回家中並取名為。ななこ表示為了感恩而送給裕二擁有變身功能的智慧型手機「AR-MeD」，但是只能使用一個月且一天也只能用兩次。裕二便開始利用這手機變身成各種物品來戲弄女性。

## 角色

### 主要角色
天坂裕二
本作男主角，優華學園的二年級學生。雙親出國旅行，目前獨自住在公寓。
天坂みこ（聲優：小倉結衣）
身高：159cm，三圍：B90（E）/W54/H87，生日：4月20日，血型：B型
裕二的繼妹（父親再婚，繼母的女兒）兼同學，擔任班長，放學後會到餐廳打工擔任服務生。原本與裕二同住家中，由於哥哥的妄言關係而搬到女宿舍。
月城神樂（聲優：神村ひな）
身高：157cm，三圍：B74（A）/ W49/ H79，生日：2月14日，血型：A型
みこ的同學兼密友，劍道社的成員。
水越こなみ（聲優：佐藤遼佳）
身高：165cm，三圍：B98（G）/W56/H89，生日：9月3日，血型：A型
裕二的班級老師兼任體育科目，游泳社的顧問。
安藤ローザ（聲優：町田あみ）
身高：154cm，三圍：B77（B）/W48/H78，生日：11月11日，血型：AB型
裕二的學妹，總是戴耳機手持筆電的天才駭客「AND-63」。
米良川ゆず（聲優：サトウユキ）
身高：163cm，三圍：B88（D）/W48/H88，生日：8月8日，血型：O型
知名偶像。
中田椎那（聲優：東かりん）
身高：163cm，三圍：B87（D）/W52/H87，生日：5月28日，血型：A型
裕二的學姊，理事長的女兒，學生會的會長。
中田紫月（聲優：香澄りょう）
身高：163cm，三圍：B87（D）/W52/H87，生日：5月28日，血型：A型
椎那的雙胞胎妹妹，學生會的副會長。

### 其他角色
ななこ（聲優：町田あみ）
被裕二收留的外型像貓生物，能與人交談，真實身份是來自未來的安藤ローザ。
柚木奏（聲優：サトウユキ）
身高：162cm，三圍：B85（C）/W50/H86，生日：7月7日，血型：B型
裕二的學妹，米良川ゆず的真實身份。
掛川優梨（聲優：香澄りょう）
身高：167cm，三圍：B101（G）/W59/H97，生日：12月31日，血型：O型
米良川ゆず的經紀人，住在裕二家隔壁。
佐和子（聲優：鶴屋春人）
身長：163cm，三圍：B94（F）/W54/H91，生日：3月19日，血型：A型　
吉原綜合病院的護士，已有未婚夫。
ハルキ（聲優：鶴屋春人）
裕二的同學，佐和子的弟弟。

## 相關作品
漫畫
同名漫畫是由しんしん擔任作畫，於《TECH GIAN》2013年7月號到2014年1月號連載，單行本由enterbrain於2013年12月24日發售共一冊（ISBN 978-4-04-729417-2）。
小說
同名小說是由優妃崎章人擔任寫作，由PARADIGM在2011年7月28日發售共一冊（ISBN 978-4-89490-212-1）。

## 外部連結
- 官方網站（页面存档备份，存于）May-Be SOFT（日語）
- 漫畫介紹頁（页面存档备份，存于）COMIC GIAN（日語）